# Aarah (Kaafu)
Pour les articles homonymes, voir Aarah.
Aarah (ou Aramh) est une petite île inhabitée des Maldives. C'est une résidence de villégiature présidentielle, située à proximité de la capitale Malé.

## Géographie
Aarah est située dans le centre des Maldives, dans le Sud-Est de l'atoll Malé Nord, dans la subdivision de Kaafu. 